# ジョージ・フィールズ (野球)
ジョージ・W・フィールズ（George W. Fields、1853年7月不詳日 - 1933年9月22日）は、アメリカ合衆国コネチカット州ウォーターバリー出身のプロ野球選手。

## 経歴
1872年5月2日に、NA所属球団のミドルタウン・マンスフィールズでメジャーデビューを果たした。18歳の若さでのデビューであり、100年以上の歴史を持つMLB史上で142番目にメジャーデビューした選手である。最終的には18試合に出場し、打率.221・14打点という打撃成績を残したが、メジャーでプレイしたのはこの年だけであった。守備成績は、12試合のサード守備で23失策を犯し、守備率.629という内容だった。
1933年9月22日に亡くなり、出身地であるコネチカット州のウォーターバリーにあるリバーサイド・セメトリー (Riverside Cemetery) に埋葬された。
古い選手である為、体格や投打の利き腕に関しては未詳である。

## 詳細情報

### 年度別打撃成績
| 年 度     | 球 団     | 試 合 | 打 席 | 打 数 | 得 点 | 安 打 | 二 塁 打 | 三 塁 打 | 本 塁 打 | 塁 打 | 打 点 | 盗 塁 | 盗 塁 死 | 犠 打 | 犠 飛 | 四 球 | 敬 遠 | 死 球 | 三 振 | 併 殺 打 | 打 率 | 出 塁 率 | 長 打 率 | O P S |
| --------- | --------- | ----- | ----- | ----- | ----- | ----- | -------- | -------- | -------- | ----- | ----- | ----- | -------- | ----- | ----- | ----- | ----- | ----- | ----- | -------- | ----- | -------- | -------- | ----- |
| 1872      | MAN       | 18    | 86    | 86    | 17    | 19    | 3        | 1        | 0        | 24    | 14    | 0     | 0        | -     | -     | 0     | -     | -     | 2     | 1        | .221  | .221     | .279     | .500  |
| 通算：1年 | 通算：1年 | 18    | 86    | 86    | 17    | 19    | 3        | 1        | 0        | 24    | 14    | 0     | 0        | -     | -     | 0     | -     | -     | 2     | 1        | .221  | .221     | .279     | .500  |

- 「-」は公式記録なし。